# Stockholm-Västerås flygplats
Stockholm-Västerås flygplats (IATA: VST, ICAO: ESOW), även kallad Hässlö eller Västerås flygplats, är en internationell flygplats i Västerås, belägen cirka 5 kilometer öster om tätortens centrum. Flygplatsen trafikeras av lågprisflygbolaget Ryanair. Flygplatsen trafikeras även av allmänflyg och är bas för ett flertal företag, skolor och föreningar. Övervägande andelen starter och landningar utförs av skolflyg och privatflyg.

## Historia
År 1931 började flygfältet användas för militära ändamål av Flygkåren, senare ombildad till Västmanlands flygflottilj. Flygflottiljen avvecklades år 1983. I november 1985 köpte Västerås kommun flottiljområdet i syfte att skapa ett utbildningscentrum.
År 1976 öppnades flygplatsen för civilt reguljärflyg.
Då öppnade SAS en linje till Köpenhamn.
År 2000 köpte Luftfartsverket (LFV) 40 procent av Västerås flygplats.
År 2001 etablerade sig lågprisflygbolaget Ryanair på flygplatsen genom att öppna en linje till London-Stansted. Under samma år bytte flygplatsen namn från Västerås till det nuvarande Stockholm-Västerås.
År 2005 bytte Ryanair flygplats i London från Stansted till Luton.
År 2006 lämnade Luftfartsverket Västerås flygplats och Västerås kommun köpte tillbaka aktierna. Ryanair lade ner trafiken på grund av den socialdemokratiska regeringens beslut om att införa flygskatt i Sverige. I september samma år vann det borgerliga blocket (Alliansen) riksdagsvalet, och de tog då bort det igenomklubbade förslaget om flygskatt. 
Ryanair kom tillbaks till flygplatsen 2007 och startade då två nya linjer, till London-Stansted och till Dublin. Samma år lade SAS ned linjen till Köpenhamn. 
År 2009 startade Ryanair två nya linjer till Barcelona-Girona och Düsseldorf-Weeze. Linjen till Düsseldorf-Weeze upphörde dock efter ett par månader på grund av dålig lönsamhet.
I april 2010 startade Ryanair ytterligare en linje från flygplatsen, till Alicante. Ryanair utökade sommartidtabellen 2011 med Malaga som ny destination men beslutade lägga ner destinationen Barcelona. Flygbolaget Flyglinjen trafikerade sommaren 2012 sträckan Västerås–Visby. Denna linje lades ner 2013 eftersom det plan som skulle användas inte längre är tillgängligt.
Sommaren 2012 och 2013 fanns Girona, Palma de Mallorca, Alicante, Malaga, London och Antalya som destinationer. 
Den 31 oktober och 1 november 2013 startade Ryanair två nya vinterlinjer till Gran Canaria och Teneriffa (Syd). Linjen till Gran Canaria lades ner i förtid den 9 januari 2014.
Den 14 december 2013 meddelade Ryanair att linjen till Barcelona-Girona inte kommer att trafikeras under sommaren 2014, och att linjen till Palma de Mallorca även kan komma att läggas ner. Detta bekräftades den 8 januari 2014 när Ryanairs sommartidtabell för 2014 publicerades på deras webbsida. De destinationer som är aktuella för sommaren 2014 är Alicante och Malaga.
I samband med släckningen av skogsbranden i Västmanland 2014 tjänade flygplatsen som bas för flyginsatserna.
Mellan maj och oktober 2016 flög det isländska bolaget Wow reguljär trafik mellan Västerås och Keflavík på Island.
2019: Rysk-ortodoxa kyrkans närhet till flygplatsområdet pekas ut som ett säkerhetshot för flygplatsen och Sverige.
1 juni 2024: Försvarsmakten med cirka 100 soldater och flygplatsens personal övade på att spärra av landningsbanor med syfte att förhindra någon att landa på flygfältet vid ett eventuellt yttre hot.

### Avveckling av flygplatsen
Den 10 mars 2020 gav Socialdemokraterna, Miljöpartiet och Liberalerna beskedet att Västerås flygplats ska avvecklas på grund av det stora ekonomiska underskottet och alltför stora kommunala bidrag. 
Senast den 31 december 2022 ska det kommunala flygplatsbolaget och flygplatsen vara avvecklad. Det beslutet togs på kommunstyrelsens sammanträde den 13 maj 2020. Den 4 september 2020 beslutades, efter rekordlång debatt i Västerås kommunfullmäktige, att Västerås flygplats ska läggas ner. Bakom beslutet stod Socialdemokraterna, Liberalerna, Miljöpartiet och Vänsterpartiet, vilka vann voteringen med 32 ledamöter mot 29 ledamöter som röstade emot. Centerpartiets förslag om att ärendet inte skulle avgöras innan en eventuell folkomröstning är genomförd, röstades innan det ned.
Efter att ett Folkinitiativ för flygplatsens framtid fått in över 10 procent av västeråsarnas namnunderskrifter beslutade kommunfullmäktige att en kommunal folkomröstning om flygplatsen ska hållas den 21 mars 2021. Den fråga som ställdes vid folkomröstningen var "Vill du att Västerås stad avvecklar verksamheten som bedrivs i flygplatsbolaget Nya Västerås Flygplats AB?". 45 508 personer röstade i folkomröstningen (37,78 procent av alla röstberättigade i Västerås kommun), 120 463 personer var röstberättigade. Nej-sidan blev i majoritet med 35 276 röster (77,52 procent) mot Ja-sidan med 9 832 röster (21,60 procent).
10 mars 2022: Kommunfullmäktige beslutar om fortsatt drift av flygplatsen med hänvisning till den rådgivande folkomröstningen 2021 som hade ett lågt röstdeltagande, strax under 38 procent.
1 april 2022:Region Västmanland köper 50 procent av flygplatsen för 50 000 kr.
22 dec 2022: Regeringen ger Trafikverket i uppdrag att utse Västerås flygplats till beredskapsflygplats under år 2023.
2023: Stockholm-Västerås flygplats är inte utpekad som beredskapsflygplats i statens utredning ”Statens ansvar för det svenska flygplatssystemet, 16 feb 2023”.
21 dec 2023: Regeringen ger Trafikverket i uppdrag att utse Västerås flygplats till beredskapsflygplats under år 2024.

## Flygbolag och destinationer

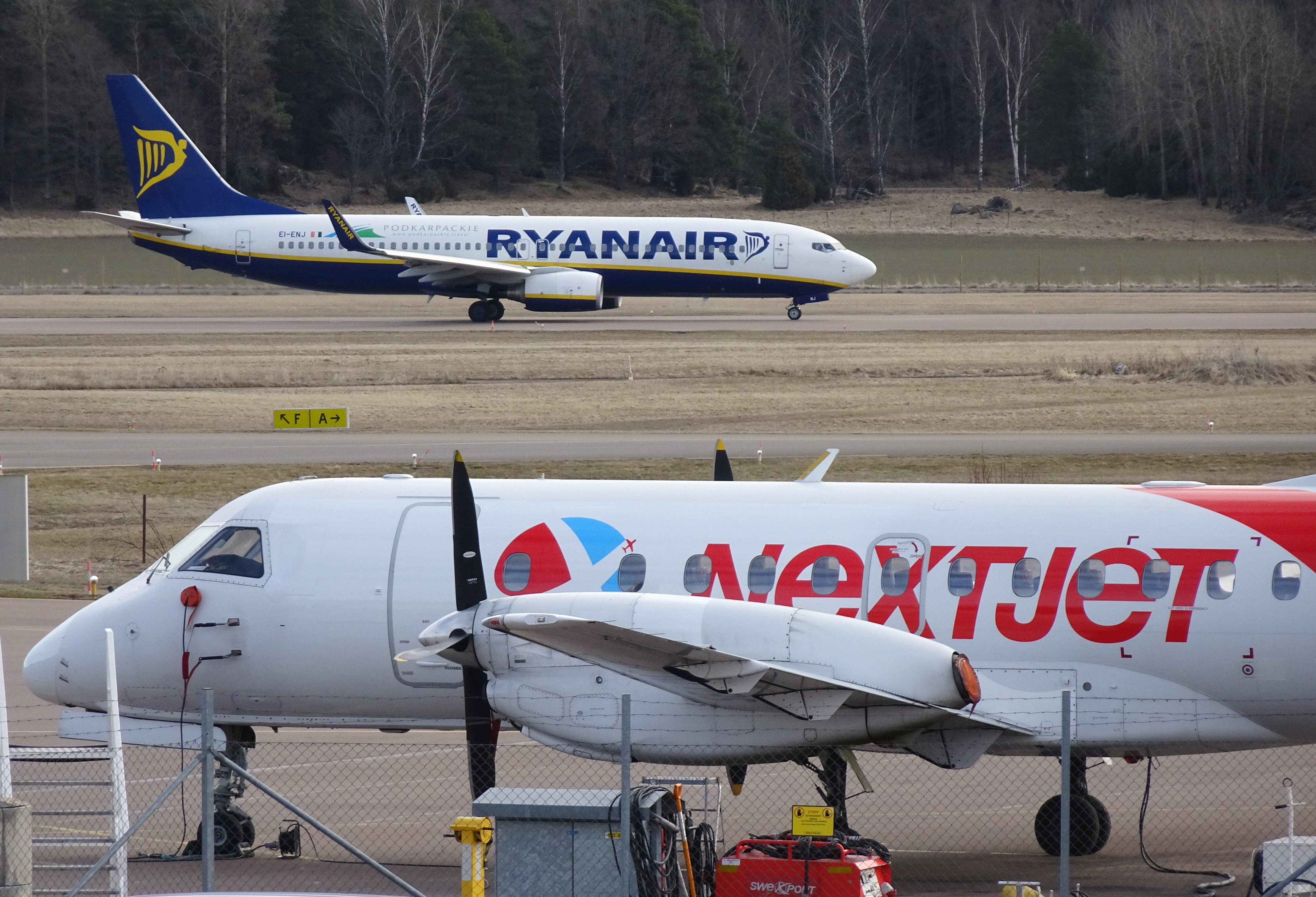
Flygplan på Västerås flygplats 2017.

### Reguljära destinationer
| Flygbolag | Destinationer                             |
| --------- | ----------------------------------------- |
| Ryanair   | London-Stansted, Säsong: Alicante, Málaga |

## Kommunikationer till/från flygplatsen
- Flygbuss - Vy Flygbussarna

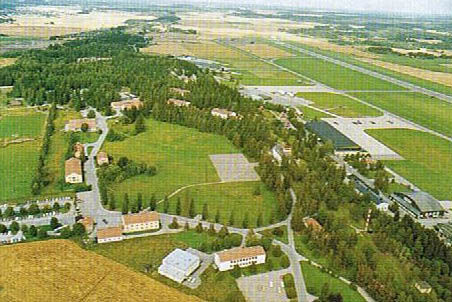
Flygbild över flygfältet 1979.

  - Stockholm-Cityterminalen - Stockholm-Västerås flygplats t/r anpassad till trafik med Ryanair.
- Lokalbuss
  - VL-buss nummer 3 går regelbundet till flygplatsen, alla dagar i veckan, året runt med något glesare trafik sommartid.
  - Taxishuttle som körs av Taxi Västerås, restid omkring 10 minuter
- Tåg
  - Från centrala Västerås finns tågförbindelser med bland annat Stockholm, Örebro och Eskilstuna.
- Taxi och Flygtaxi
- Hyrbil
  - Avståndet med bil är ca 10 km till Västerås centrum, och 110 km till Stockholm. E18 passerar strax utanför flygplatsen.
- Parkering för egen bil finns, korttids- och långtidsparkering (båda är avgiftsbelagda).Bansystem sett mot öster.

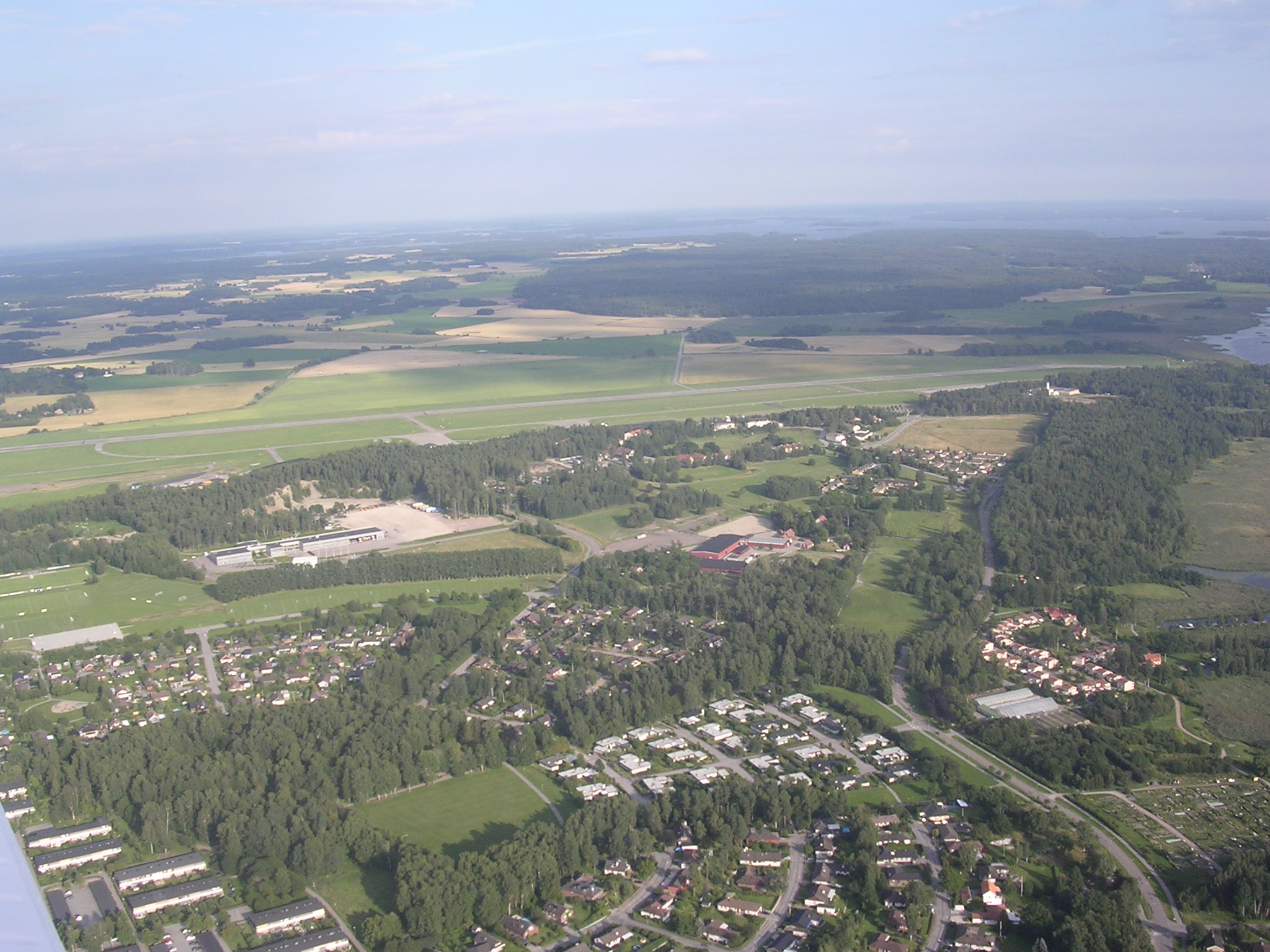
Bansystem sett mot öster.

## Faciliteter på flygplatsen
Sky Bistro är en liten restaurang i avgångshallen (sommartid finns en uteplats öppen). 
I avgångshallen finns även ett café och bar som håller öppet i anslutning till flygavgångarna.
Det finns en butik, Euroshop, som är belägen i avgångshallen. Den håller öppet i anslutning till flygavgångarna.

## Allmänflyg
Flygplatsen trafikeras av en omfattande allmänflygverksamhet. Av de 14 678 landningarna 2022 utgjorde 97 procent allmänflyg, enligt Transportstyrelsen.
Denna verksamhet inkluderar skolflyg, privatflyg, firmaflyg, taxiflyg och ambulansflyg.
Ett flertal företag och föreningar är baserade på Stockholm-Västerås flygplats. Bland dessa finns underhållsverkstäder, helikopterfirmor, flygskolor, flygklubbar och flygmuseum:
- Airways Flygutbildning[39]
- Flygande veteraner
- Frivilliga Flygkåren
- Försvarsutbildarna
- HeliAir Sweden[40]
- Hässlö Flygförening
- Nordén Aerotech
- OSM Aviation Academy
- SAS Flygklubb
- Scandinavian Airtech
- Scandinavian Helicopter Center
- Stockholms Flygklubb
- Västerås flygmuseum

## Miljö
Vatten med förhöjda halter PFAS-föreningar påträffas år 2019 i en brandbil från Västerås flygplats.
Länsstyrelsen har  den 30 november 2022 hittat höga halter av PFAS på flygplatsen. Provtagningen gjordes i ett dike i södra änden av flygplatsområdet ca 600 m från Mälaren. Diket mynnar ut i Björnösundet. Provresultat: PFBA 8,90, PFPeA 12, PFHxA 89, PFHpA 8,2, PFOA 110, PFBS 35, PFHxS 470, PFHpS 6,1, PFOS 220, PFPeS 44, Summa PFAS 1 000, Summa PF_1, 950, Summa PF_2, 800.

## Olyckor och incidenter
- 1 september 2002, mindre än ett år efter 11 september-attackerna, stoppades en man i säkerhetskontrollen på Stockholm-Västerås flygplats. Det visade sig att han hade ett skjutvapen och ammunition i handbagaget. Enligt mediaspekulationer jorden runt skulle han kapa planet och flyga det in i USA:s ambassad eller parlamentsbyggnaden i London. Enligt utredningen framkom inga sådana planer. Han förklarade att han brukade ha vapen på sig men hade glömt att lämna det hemma.[44]
- 13 februari 2015, en Piper PA-46-500, ett större enmotorigt flygplan med tryckkabin, störtade strax efter start söder om Västerås flygplats, ute på Björnön.[45]

## Flygledning
Västerås Flygplats blev 2010 den första flygplatsen i landet med privat lokal flygtrafikledning. Det året möjliggjorde en lagändring konkurrens inom den lokala flygtrafikledningen på landets flygplatser. Tidigare hade Luftfartsverket monopol inom det området. I oktober 2010 skrev Västerås Flygplats, tillsammans med flygplatserna i Växjö och Örebro, kontrakt med företaget Aviation Capacity Resources om att de skulle ta över den lokala flygledningen från mars 2011.

## Ekonomi
EU-kommissionen har utrett ett klagomål från flygbolaget SAS rörande påstått olagligt statligt stöd med anledning av avtalen mellan Västerås Flygplats och Ryanair.  Ryanair har haft mycket förmånligare villkor än andra flygbolag. Det handlade om väsentligt lägre bränslekostnader och om kraftigt rabatterad avisning. EU-kommissionen meddelade i oktober 2014 att Ryanairs villkor på flygplatsen inte var ett brott mot EU:s regler.
Västerås kommunfullmäktige beslutade i december 2015 att bilda ett koncernbolag för de kommunala bolagen. Syftet var att flygplatsens stora förluster skulle kunna användas för att slippa undan skatt. Först tog Västerås flygplats över samtliga aktier i de kommunala bolagen. Därefter tog ett nytt bolag, Nya Västerås flygplats, över flygplatsverksamheten.
Flygplatsen har under åren 2001 till 2017 kostat skattebetalarna mer än en halv miljard kronor, räknat på bland annat aktieägartillskott, driftbidrag och koncernbidrag.
Den 10 mars 2020 gav Socialdemokraterna, Miljöpartiet och Liberalerna beskedet att Västerås flygplats ska avvecklas på grund av det stora ekonomiska underskottet. De anser att bidragen till flygplatsen varit alltför stora och ändå inte räckt till för att täcka underskotten.
2020: Region Västmanland beräknar om flygplatsen avvecklas att ambulanstransporter till Örebro flygplats skulle kosta 600 000 kr/år alternativt till Arlanda 1,35 miljoner kr/år.
2021: Den rådgivande folkomröstningen om flygplatsen kostade 4,5 miljoner kronor.
De senaste 15 åren sedan 2006 har Västerås stad och dess bolag tillfört totalt drygt 588 miljoner kronor i likvider till flygplatsbolaget. Dessutom krävs stora renoveringsbehov 2021-2026, bland annat behöver landningsbanan insatser för mellan 80 och 120 miljoner kronor.
2021: Kommunfullmäktige beslutar att "det långsiktiga målet med driftbidraget för infrastruktur för samhällsviktiga flygtransporter ska vara lägre än 18 miljoner kronor" Flygplatsens förluster täcks av ett driftstöd på ca 32,0 miljoner kronor för 2021 till och med mars månad år 2022 där Västerås stad betalar ut hela summan under år 2023.  Av de 32,0 miljonerna tillhör ca 5,4 miljoner kronor första kvartalet år 2022.
2022: Flygplatsens förluster täcks av ett driftstöd på ca 16,2 miljoner kronor för perioden april – december där Västerås stad och Region Västmanland betalar hälften var.
2023: Flygplatsens förluster 2023 täcks av ett driftstöd på ca 27,3 miljoner kronor där Västerås stad och Region Västmanland betalar hälften var.
2024: Flygplatsens förluster 2024 täcks av ett driftstöd på ca 29,9 miljoner kronor där Västerås stad och Region Västmanland betalar hälften var. Sedan 2021 har Västerås stad och Region Västmanland kostnader för flygplatsen inklusive kostnaderna för folkomröstningen varit totalt 110 miljoner kronor.

## Statistik
Sökfråga på wikidata efter rådata.

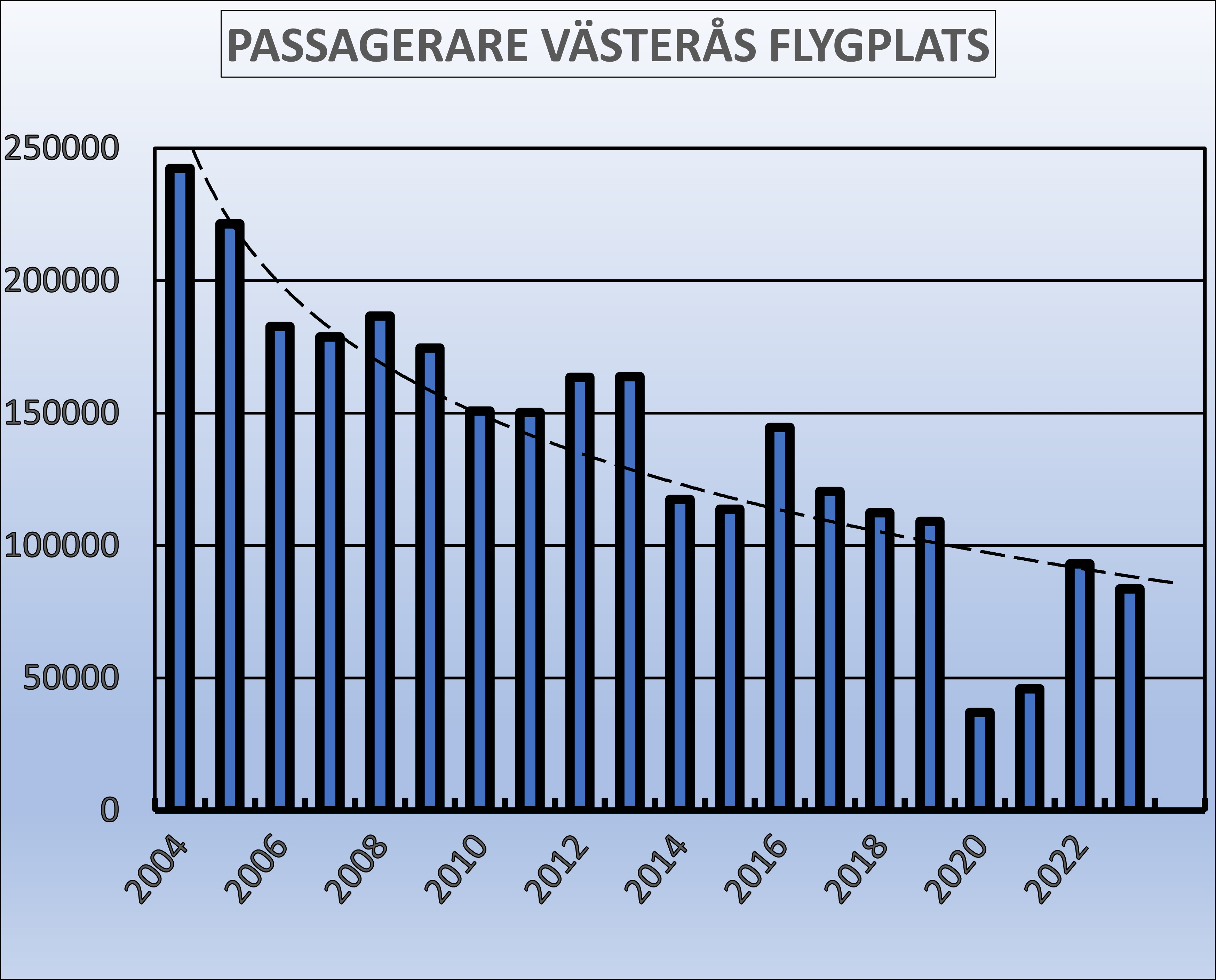

Passagerarantalet har haft en nedåtgående trend i 20 år och har minskat 66 procent från 2004 till 2023.
År 2019 landade 20 ambulansflyg på flygplatsen vilket var en minskning med 47 procent mot året innan.
År 2022 stod skolflyget tillsammans med privatflyget för 94 procent av totala antalet landningar och utrikesflyget för drygt 2 procent.
| År   | Antal Passagerare | Landningar Utrikesflyg | Landningar Inrikesflyg | Landningar Privatflyg | Landningar Skolflyg |
| ---- | ----------------- | ---------------------- | ---------------------- | --------------------- | ------------------- |
| 2004 | 242 376           | 1 783                  | 1 538                  | 2 157                 | 10 788              |
| 2005 | 221 422           | 1 267                  | 249                    | 1 651                 | 10 749              |
| 2006 | 182 700           | 867                    | 29                     | 1 993                 | 9 953               |
| 2007 | 178 795           | 680                    | 113                    | 1 965                 | 10 952              |
| 2008 | 186 612           | 1 124                  | 53                     | 2 171                 | 8 400               |
| 2009 | 174 496           | 1 229                  | 27                     | 2 038                 | 11 720              |
| 2010 | 150 793           | 1 147                  | 64                     | 2 601                 | 10 449              |
| 2011 | 150 190           | 1 115                  | 39                     | 3 873                 | 10 633              |
| 2012 | 163 472           | 1 056                  | 57                     | 2 338                 | 6 317               |
| 2013 | 163 773           | 1 119                  | 35                     | 4 336                 | 10 725              |
| 2014 | 117 390           | 911                    | 16                     | 5 551                 | 10 834              |
| 2015 | 113 723           | 695                    | 41                     | 7 187                 | 11 926              |
| 2016 | 144 666           | 672                    | 108                    | 6 889                 | 14 319              |
| 2017 | 120 471           | 484                    | 86                     | 6 202                 | 14 982              |
| 2018 | 112 392           | 386                    | 63                     | 3 703                 | 15 003              |
| 2019 | 109 133           | 349                    | 14                     | 2 494                 | 10 567              |
| 2020 | 36 968            | 197                    | 5                      | 3 070                 | 16 077              |
| 2021 | 45 953            | 215                    | 9                      | 3 453                 | 14 989              |
| 2022 | 93 080            | 337                    | 35                     | 3 065                 | 10 744              |
| 2023 | 83 587            | 270                    | 12                     | 2 453                 | 7 665               |

Antalet flygplanrörelser erhålls genom att dubbla siffrorna i tabellen eftersom en landning åtföljs av en start. Antal flygplanrörelser är summan av antalet starter och landningar.
Upprepade start- och landningsövningar utförs i trafikvarv till övervägande del öster om flygfältet.

## Domar och tillstånd

### Översiktsplan ÖP42
1992-1998: Västerås stad ÖP 42 om att flytta privatflyget från Johannisbergs flygfält till Västerås flygplats. ”Mot en sådan förflyttning talar främst miljöskälen. Den skulle medföra en fördubbling av antalet flygplanrörelser, vilket innebär en stor belastning för en redan nu ansträngd miljöbild vid Västerås flygplats. Ett annat tungt vägande argument är de samordningssvårigheter som skulle uppstå med den nuvarande verksamheten vid flygplatsen. Den del av motorflyget som flyttas till Västerås flygplats skulle samtidigt där drabbas av kostnader för hyror och investeringar samt betydande operativa begränsningar för sin verksamhet".
"Totalt sett skulle därmed en partiell överflyttning till Västerås flygplats medföra större negativa effekter och högre kostnader än en helt ny ersättningsflygplats för hela den nuvarande verksamheten på Johannisberg".
Stadens utredning pekar ut tre alternativa lägen för en ersättningsflygplats i nordvästra hörnet av kommungränsen. "Utredningen har inte hittat något bra läge närmare Västerås, som uppfyller de ställda miljökraven med avseende på bullerstörningar"

### Första tillståndet
1997: Koncessionsnämnden för miljöskydd, beviljar flygplatsen sitt första tillstånd vilket omfattar totalt 55 000 flygplanrörelser varav 15 000 med skolflyg.
1997: Västerås stad, överklagar Koncessionsnämndens villkor att utarbeta trafikföreskrifter för allmänflyg och skolflyg.
1998: Regeringen, ålägger Västerås stad att utarbeta trafikföreskrifter för allmänflyg och skolflyg för höjder i trafikvarvet, tidsbegränsningar, restriktionsområden och andra erforderliga skyddsåtgärder och försiktighetsmått.
2001: Stockholms Tingsrätt, Miljödomstolen underkänner stadens trafikföreskrifter och ålägger Västerås stad att inom tre veckor omarbeta sitt förslag till trafikföreskrifter.
2001: Skolflyget, utför ca 25 000 flygplanrörelser.
2002: Länsstyrelsen, som övertagit uppdraget att skriva trafikföreskrifter från Västerås stad meddelar trafikföreskrifter för allmänflyg och skolflyg och tolkar att flygplatsens tillstånd gäller för 40 000 flygplanrörelser med skolflyg.
2002: Närboende, överklagar Länsstyrelsens tolkning av antalet flygplanrörelser med skolflyg.
2005: Stockholms Tingsrätt, Avd. 9, miljödomstolen, rotel 5, fastställer att flygplatsens tillstånd inte gäller för fler än 15 000 flygplanrörelser med skolflyg.
2005: Länsstyrelsen, beslutar att flygplatsens tillstånd inte gäller för fler än 15 000 flygplanrörelser med skolflyg.
2005: Västerås Flygplats AB, 556489-6552, överklagar Länsstyrelsens beslut avseende antalet flygplanrörelser med skolflyg ovan.
2007: Stockholms Tingsrätt, Avd 9, miljödomstolen, fastställer för andra gången att flygplatsens tillstånd inte gäller för fler än 15 000 flygplanrörelser med skolflyg.
2007: Västerås Flygplats AB, 556489-6552, överklagar Miljödomstolens beslut avseende antalet flygplanrörelser med skolflyg ovan.
2007: Svea Hovrätt, Miljööverdomstolen, Rotel 1310, fastställer Miljödomstolens dom att flygplatsens tillstånd inte gäller för fler än 15 000 flygplanrörelser med skolflyg.

### Andra tillståndet
2008: Nacka Tingsrätt, Miljödomstolen, beviljar flygplatsen sitt andra tillstånd vilket omfattar totalt 55 000 flygplanrörelser varav 40 000 flygplanrörelser med allmänflyg och skolflyg varav 23 500 flygplanrörelser i trafikvarv. 
Linjeflyg och charter får tillstånd till 14 500 flygplanrörelser och militärflyg får tillstånd till 500.

### Tredje tillståndet
2019: Nacka Tingsrätt, Mark- och miljödomstolen, beviljar flygplatsen sitt tredje tillstånd vilket omfattar totalt 70 500 flygplanrörelser varav 64 500 flygplanrörelser med allmänflyg och skolflyg varav prognosen för det lätta skolflyget är 40 000 rörelser för sökt trafik.

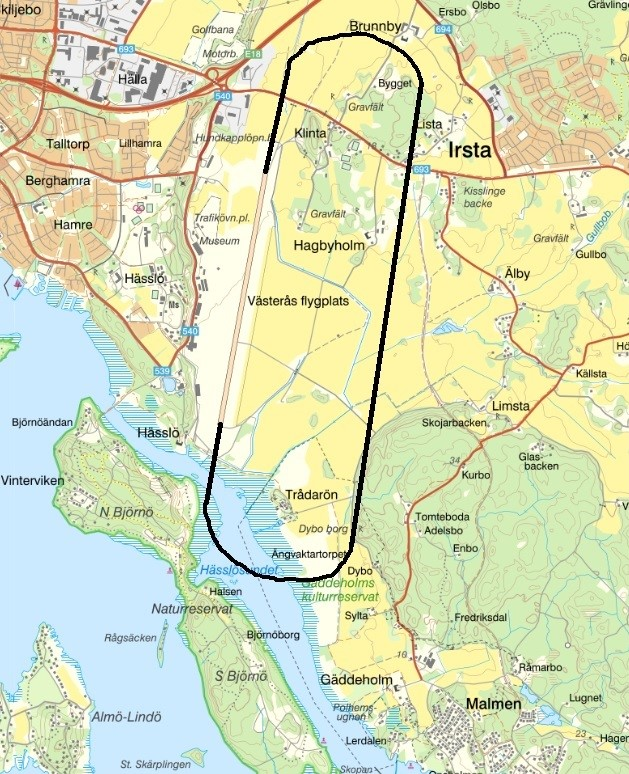
Östra trafikvarvet enligt tredje tillståndet.

Allmänflyget får tillstånd till 45 500 flygplanrörelser i trafikvarv varav 4 000 med helikopter.
Flygplanrörelserna för trafikvarv kan utnyttjas både av skolflyget och privatflyget. Ett trafikvarv innebär två flygplanrörelser (en start och en landning).
Linjeflyg och charter får tillstånd till 5 500 flygplanrörelser och militärflyg får tillstånd till 500.
2020: Naturskyddsföreningen och närboende, överklagar Mark- och miljödomstolens beslut ovan.
2022: Svea Hovrätt, Mark- och miljööverdomstolen, fastställer flygplatsens tredje tillstånd, Nacka Tingsrätt, Mark- och miljödomstolens beslut från 2019, och anger nedanstående villkor avseende upprepade start- och landningsövningar på flygplatsen.
- att upprepade start- och landningsövningar för lätt skolflyg (med undantag för  övning med helikopter) ska genomföras i det östra trafikvarvet vid varje tillfälle  flygsäkerheten så tillåter.[62]

- att upprepade start- och landningsövningar för lätt skolflyg ska ske på en  lägsta höjd på 1 000 fot (300 meter) MSL, utom i samband med start och  landning.[62]
- Skolflyg och allmänflyg med upprepade start- och landningsövningar får  endast ske följande tider:  
  - Den 15 maj – den 14 juni: helgfri måndag – fredag kl. 07.00–20.00, lördag  kl. 10.00–14.00.
  - Den 15 juni – den 15 augusti: helgfri måndag – fredag kl. 09.00–18.00.
  - Den 16 augusti – den 14 maj: helgfri måndag – fredag kl. 07.00–20.00, lördag  kl. 09.00–17.00.[62]
- Skolflyg och allmänflyg med upprepade start- och landningsövningar får inte  utföras under långfredagen, påskafton, påskdagen, Kristi himmelfärdsdag,  pingstafton, pingstdagen, nationaldagen, midsommarafton, midsommardagen,  alla helgons dag, julafton och juldagen.[62]

Tillståndet för upprepade start- och landningsövningar innebär cirka 75 hela trafikvarv per tillåten flygdag i trafikvarv, utslaget på samtliga cirka 300 tillåtna flygdagar, dock anger tillståndet ingen begränsning av antalet trafikvarv per dag.